# Сентрал-Сіті (Айова)
Сентрал-Сіті (англ. Central City) — місто (англ. city) в США, в окрузі Лінн штату Айова. Населення — 1264 особи (2020).

## Географія
Сентрал-Сіті розташований за координатами 42°12′13″ пн. ш. 91°31′26″ зх. д. / 42.20361° пн. ш. 91.52389° зх. д. (42.203495, -91.523952).  За даними Бюро перепису населення США в 2010 році місто мало площу 2,50 км², з яких 2,45 км² — суходіл та 0,05 км² — водойми.

## Демографія
Згідно з переписом 2010 року, у місті мешкало 1257 осіб у 522 домогосподарствах у складі 351 родини. Густота населення становила 502 особи/км².  Було 556 помешкань (222/км²).
Расовий склад населення:
| - 98,3 % — білих - 0,6 % — чорних або афроамериканців - 0,2 % — корінних американців - 0,2 % — азіатів |

До двох чи більше рас належало 0,6 %. Частка іспаномовних становила 1,2 % від усіх жителів.
За віковим діапазоном населення розподілялося таким чином: 24,5 % — особи молодші 18 років, 58,8 % — особи у віці 18—64 років, 16,7 % — особи у віці 65 років та старші. Медіана віку мешканця становила 39,5 року. На 100 осіб жіночої статі у місті припадало 95,2 чоловіків;  на 100 жінок у віці від 18 років та старших — 89,8 чоловіків також старших 18 років.
Середній дохід на одне домашнє господарство  становив 58 722 долари США (медіана — 54 453), а середній дохід на одну сім'ю — 68 410 доларів (медіана — 71 196). Медіана доходів становила 46 875 доларів для чоловіків та 31 944 долари для жінок. За межею бідності перебувало 6,2 % осіб, у тому числі 2,3 % дітей у віці до 18 років та 7,8 % осіб у віці 65 років та старших.
Цивільне працевлаштоване населення становило 737 осіб. Основні галузі зайнятості: освіта, охорона здоров'я та соціальна допомога — 23,3 %, виробництво — 22,9 %, роздрібна торгівля — 10,4 %, будівництво — 7,7 %.